# Frau Holle

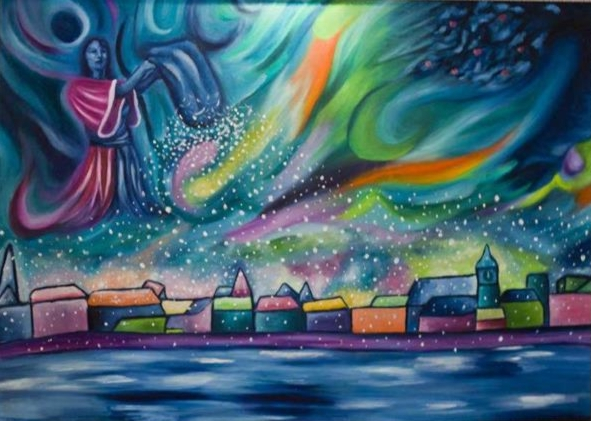
Dipinto - Olio su tela 50×70 - di Mauro Breda: Frau Holle fa nevicare

Frau Holle, o Madama Holle (in Italia nota come Fata Piumetta o anche La Fata della neve), è una fiaba germanica contenuta nella raccolta di Fiabe (1812) dei fratelli Grimm, dove occupa la posizione nº 24.

## Trama
Una vedova aveva una figlia brutta e pigra e una figliastra bella e laboriosa a cui assegnava tutti i lavori domestici più faticosi. Tutti i giorni la fanciulla doveva filare seduta presso un pozzo finché le dita non le sanguinavano. Una volta, mentre sciacquava il fuso ricoperto di sangue, questo le cadde nel pozzo. Quando la matrigna venne a saperlo le ordinò di andarlo a recuperare e così la fanciulla si calò nel pozzo, dove perse i sensi.
Al risveglio si ritrovò in un luogo bellissimo, paradisiaco, dove incontrò Frau Holle, una vecchia dai denti lunghi e affilati, che le permise di restare da lei in cambio di un aiuto nelle faccende domestiche. In particolare la fanciulla avrebbe dovuto rifare ben bene il suo letto e scuotere via tutte le piume in modo che sulla Terra potesse nevicare. Dietro tale accordo le due vissero armoniosamente per qualche tempo, finché la fanciulla non cominciò a sentire nostalgia di casa. Frau Holle decise di accompagnarla ella stessa, restituendole il fuso, non senza ricompensare la sua laboriosità con una pioggia d'oro.
Quando la matrigna venne a sapere quel che le era capitato, costrinse la figlia brutta e sfaticata a filare accanto al pozzo fino a pungersi e a saltare nel pozzo insieme al fuso. Raggiunta la casa della vecchia cercò di eseguire tutti i compiti che le venivano assegnati, ma ben presto si stancò e cominciò a bighellonare, finché Frau Holle non la licenziò ricompensandola con una pioggia di pece, che le rimase addosso per il resto della vita.

## Galleria d'immagini

Francobolli emessi dalle Poste Federali Tedesche di Berlino Ovest nel 1967
La figliastra diligente fila all'arcolaio.
Frau Holle scuote cuscini e lenzuola e fa nevicare.
La figliastra diligente viene ricoperta d'oro.
La figlia fannullona viene ricoperta di pece.

## Classificazione
- KHM 24.
- Sistema di classificazione Aarne-Thompson: tipo 480, The Kind and the Unkind Girls.

## Sfondo sociale

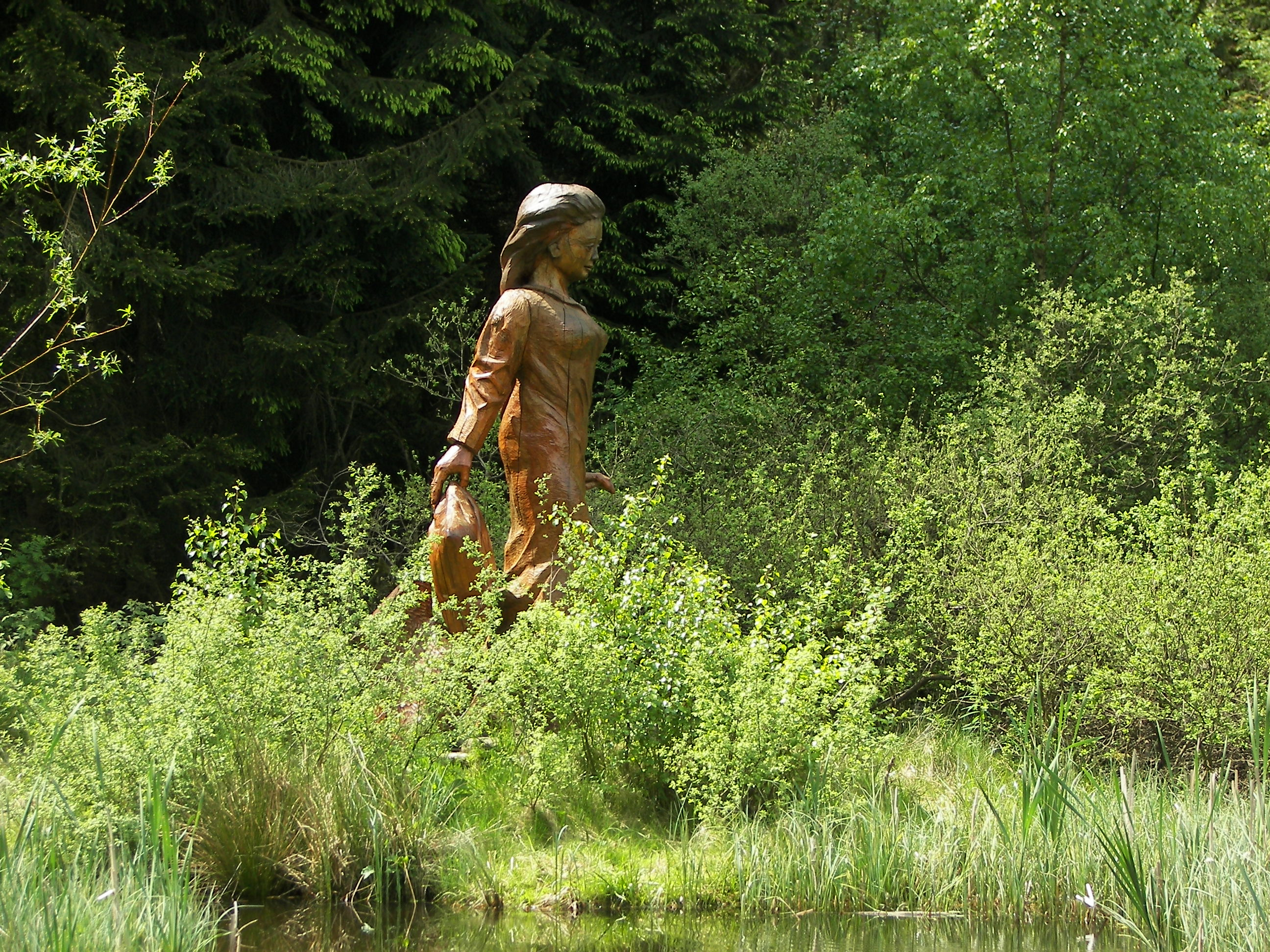
Statua di Frau Holle presso il Frau-Holle-Teich (lo stagno di Frau Holle) sul massiccio Hoher Meißner

Il racconto tratta di un conflitto familiare piuttosto frequente in tempi in cui molte donne morivano di parto e molti vedovi si risposavano, generando quindi dei problemi di rapporto tra figli e matrigna o tra gli stessi fratellastri.
L'esatto luogo d'origine di questa fiaba non può essere determinato con esattezza, naturalmente, ma gli abitanti di numerose regioni affermano che Frau Holle risiederebbe tra le loro montagne: per esempio, in Germania, sul massiccio dell'Hoher Meissner tra Kassel ed Eschwege o sulla catena montuosa dell'Horselberg nei pressi di Eisenach o ancora nella località di Hollerich.

## Aspetti mitologici
Dal punto di vista mitologico questa fiaba sembra rimandare a una materia più antica. Si vede, innanzi tutto, il salto nel pozzo seguito dal viaggio in un mondo ultraterrestre: nella mitologia germanica le acque erano considerate un accesso al mondo degli dei, come possono testimoniare le "mummie di palude" (in tedesco Moorleichen) ritrovate nel nord della Germania, in molte delle quali furono riconosciute delle fanciulle non ancora adolescenti.
Il racconto è disseminato di simboli della morte: il pozzo (l'uscita dal mondo dell'al di qua), il fuso che cade nel pozzo (e che si porta dietro il filo della vita), i denti terribilmente lunghi di Frau Holle (come quelli di un teschio, simbolo di morte), gli innumerevoli letti (tombe), la neve (sudario) e il canto del gallo al ritorno delle fanciulle nel mondo dell'al di qua (segno di risurrezione secondo la tradizione cristiana).
Non si può escludere che dietro il personaggio di Frau Holle si nasconda la dea germanica della morte Hel, il cui nome si avvicina al termine tedesco Hölle, designante l'inferno.

## Origini

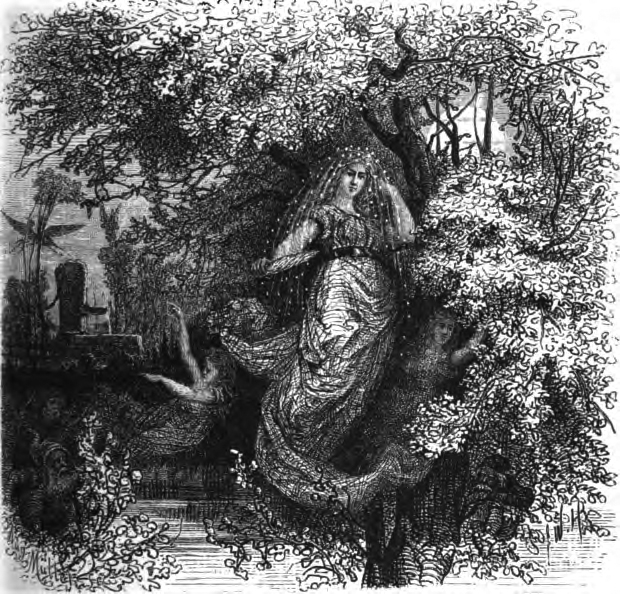
Raffigurazione di Holda, divinità germanica benevola, ad opera di Friedrich Wilhelm Heine (1882)

Non è facile risalire alle precise origini di questa fiaba, tuttavia si pensa che il personaggio principale affondi le proprie radici nella mitologia norrena e può quindi essere associata a numerose divinità tra cui Hel e Frigg.
Naturalmente non è difficile notare quantomeno un'assonanza e forse anche un legame etimologico tra il nome Holle, il nome Hel e il mondo degli Inferi (in tedesco Hölle). Hel, infatti, è la sovrana del regno di Hel, il mondo sotterraneo della mitologia norrena, in cui questo essere viene descritto come un mostro mezzo vivo e mezzo morto. Ciononostante, nella mitologia germanica esso non aveva una connotazione negativa, era anzi una forma di morte e trasformazione non priva di una certa grazia e gentilezza. In tale contesto, Frau Holle si lega a Hertha, dea della pace e della fertilità, conosciuta anche come Hlodyn nell'Edda. La stessa Hlodyn era più comunemente chiamata Jord, personificazione della Terra primitiva, non popolata e non coltivata. Ella è una delle mogli del dio Odino e madre del dio Thor. Poiché il termine dea madre viene usato in vari testi a designare più figure è possibile che si sia creata una certa confusione sul preciso ruolo di Jord e Frigg in questo contesto.
Nella più antica mitologia germanica, poi, Holle era conosciuta come dea delle unioni matrimoniali. Era una dea benevola, patrona e guardiana di tutte le giovani donne.
Marija Gimbutas sostiene che Frau Holle fosse originariamente un'antica dea suprema germanica antecedente alla maggior parte degli dèi del pantheon germanico, tra cui Odino, Thor, Freyja e Loki, continuando le tradizioni dell'Europa neolitica pre-indoeuropea.

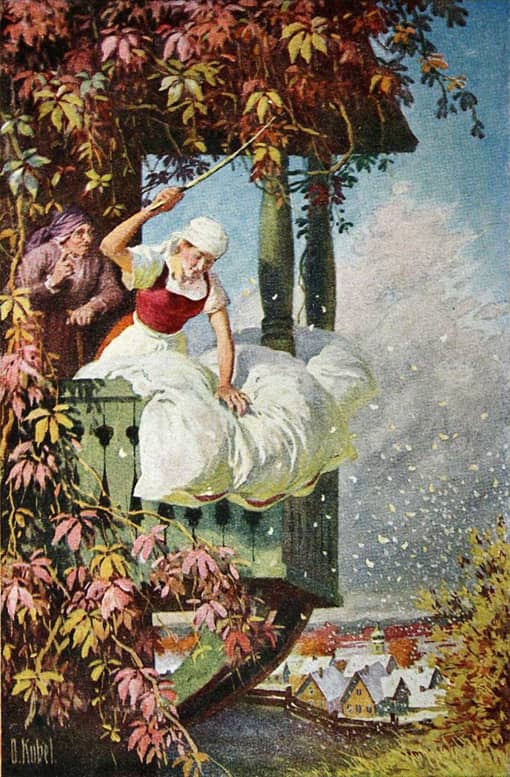
Illustrazione di Otto Kubel

Quando il Cristianesimo sostituì lentamente il paganesimo scandinavo durante l'alto medioevo, molti dei vecchi costumi furono gradualmente perduti o assimilati nella tradizione cattolica. Alla fine del tardo medioevo il paganesimo scandinavo fu quasi completamente emarginato e incorporato al folklore rurale, in cui il personaggio di Frau Holle sopravvisse.
Nel folklore germanico pre-cristiano Hulda, Holda, Holle e Holla denotavano tutti la stessa dea, che governa il tempo atmosferico: il sole, la neve e la pioggia. Holle è anche legata alla figura germanica di Perchta, che dimora in fondo a un pozzo e conduce un carro e che insegnava l'arte di tessere la tela dal lino. Holle è la dea a cui giungono i bambini che muoiono da piccoli ed è conosciuta sia come "la nonna oscura" sia come "la signora bianca". Il suo legame con il mondo degli spiriti attraverso la magia di filare e tessere l'associa alla stregoneria nel folklore germanico cattolico. Inoltre, tra il 23 dicembre e il 5 gennaio, durante le cosiddette "dodici notti", periodo in cui doveva cessare ogni faccenda domestica, la dea Perchta ritornava in superficie dal sottosuolo per verificare chi durante l'anno si era dimostrato lavoratore e chi si era rivelato fannullone. Questa è la ragione per cui, oggi, la si mette in parallelo con la divinità Nerthus.
La leggenda, come fu recepita dai fratelli Grimm, affonda le proprie origini nella tradizione orale della Germania centrale, più precisamente della regione oggi conosciuta con il nome di Assia e fu loro narrata da Henriette Dorothea Wild (che Wilhelm Grimm sposò nel 1825), cui furono aggiunti alcuni dettagli nella seconda edizione (1819). Nella regione dell'Assia è ancora piuttosto comune l'espressione "Holle si sta rifacendo il letto" per dire che sta nevicando.
In tutta Europa esiste una credenza molto antica relativa a una compagnia di fate buone, capeggiata da una dama dai disparati nomi, tra cui Dama Holle, o Dama Percht o Perchta (la luminosa), o dama Abundia (abbondanza). I religiosi medievali la chiamavano Diana o Erodiade. Viene in particolar modo citata nei processi di stregoneria del sedicesimo e diciassettesimo secolo. Visita le case che devono essere tenute pulite e ben spazzate e dona abbondanza al suo passaggio; per questo le si serve un pasto, e cibo e bevande devono essere lasciate scoperte affinché ella li possa toccare e possa donare abbondanza. Da qui l'importanza, nella fiaba, del lavoro domestico della fanciulla, che porterà ricchezza e abbondanza. Si tratta di un culto femminile largamente diffuso nel Medioevo, cui diversi uomini dissero di aver assistito e che evocano gioiosi pasti di donne alla luce di torce o candele. Per Claude Lecouteux, si tratta dei "doppi" di persone addormentate. Gli elementi che evocano la morte sono legati ai passaggi rituali dei trapassati in grado di portare l'abbondanza se trattati bene (culto dei predecessori che proteggono le loro famiglie).

## Interpretazioni

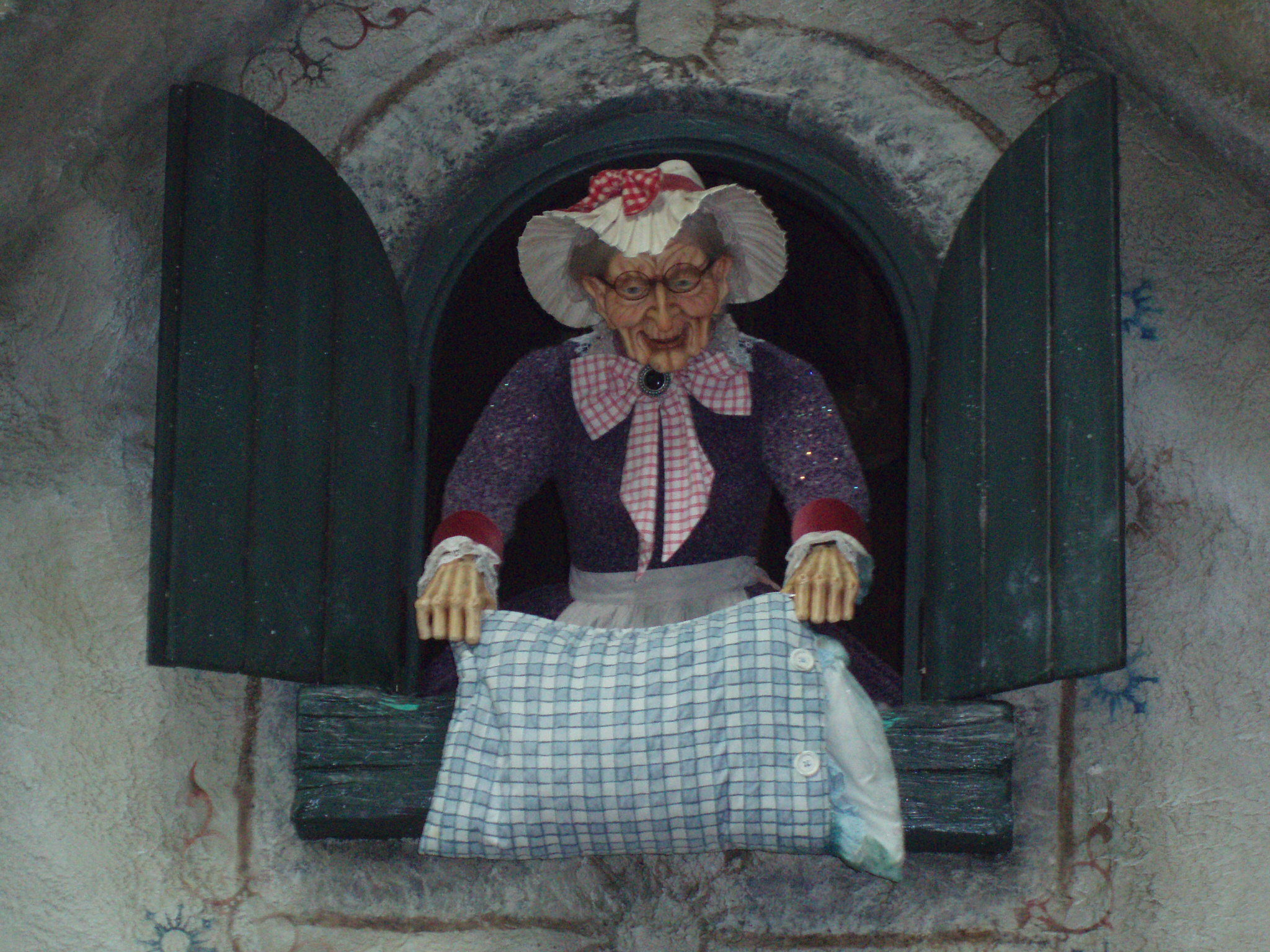
Frau Holle nel parco di Efteling

Eugen Drewermann interpreta Frau Holle come un racconto che risponde alla questione filosofica e religiosa del senso della sofferenza che spiegherebbe l'apparente disordine e l'iniquità dell'esistenza. Ciò che questa fiaba trasmette sul modo di concepire l'esistenza può essere letto, nell'ambito della mitologia dei fenomeni naturali, in termini di figure del sole, della luna o della terra. La fanciulla coperta d'oro è un essere solare, la fanciulla coperta di pece è un essere lunare. Frau Holle può essere interpretata come la grande dea, la Madre-Terra a cui si può avere accesso inoltrandosi nel mondo sotterraneo dopo un salto nel pozzo dei mondi. Quanto alla matrigna, ella rappresenta la figura femminile del mondo, il lato negativo del mondo esteriore, materiale, l'opposto di Frau Holle.

## Bellettristica
Il tema dei doni offerti come ricompensa da una maga che esce da un pozzo si trova anche in un'altra fiaba dei fratelli Grimm, La luce azzurra.
Analogamente, in Regentrude, Theodor Storm presenta un mondo subterraneo cui si può accedere da un salice cavo.
Il pozzo invece si ritrova anche nel racconto di Andersen intitolato L'acciarino magico.

## Premi
La fiaba fu premiata nel 2006 come "miglior fiaba tedesca" (Deutschlands schönstes Märchen).

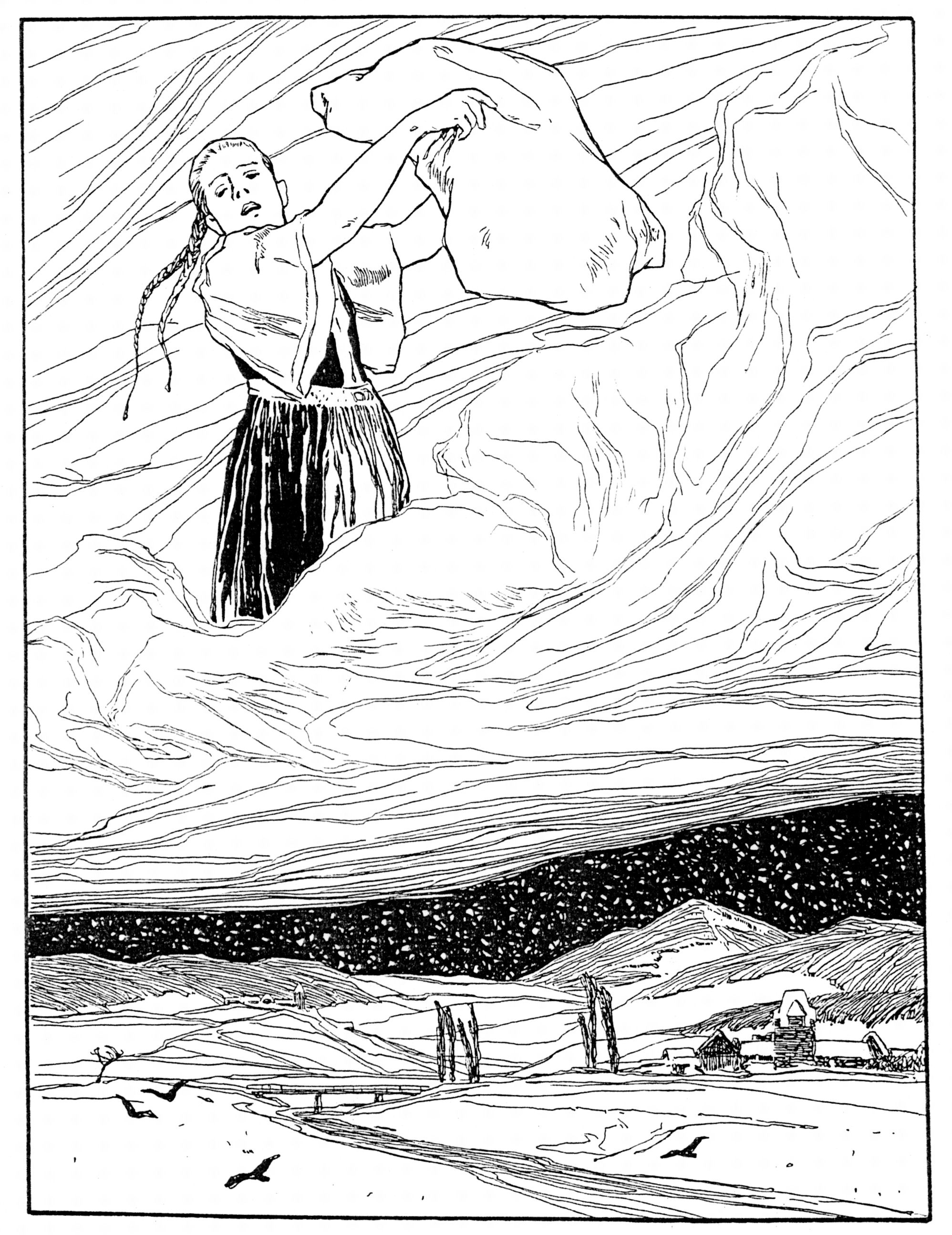
Illustrazione di Otto Ubbelohde: Frau Holle fa nevicare

## Adattamenti cinematografici
- 1906: Frau Holle
- 1953: Frau Holle, Johannes Hempel (DDR), film d'animazione[4]
- 1954: Frau Holle, regia di Fritz Genschow
- 1959: Frau Holle, produzione televisiva
- 1961: Frau Holle, regia di Peter Podehl (nel 1968 il film esce anche negli USA)
- 1963: Frau Holle, regia di Gottfried Kolditz
- 1967: Frau Holle, produzione televisiva
- 1971: Frau Holle, regia di Rudolf Jugert
- 1973: Maria d'Oro e Bello Blue, regia di Rolf Kauka
- 1986: La signora della neve (Perinbaba), regia di Juraj Jakubisko, con Giulietta Masina (si utilizzano solo le idee principali della fiaba dei fratelli Grimm)
- 1987: Mamma Holle, episodio 33 della serie animata giapponese Le fiabe son fantasia
- 2004: Frau Holle, film d'animazione della durata di 13 minuti di Thomas Schneider-Trumpp
- 2006: Frau Holle in Die ProSieben Märchenstunde
- 2008: Madama Holle, episodio della serie tedesca Le più belle fiabe dei fratelli Grimm (Sechs auf einen Streich)
- 2010: Madama Holle, episodio 5 della terza stagione della serie animata Simsalagrimm